# جينيفر هويل
جينيفر هويل هي ممثلة كندية، ولدت في القرن العشرين في كندا.

## وصلات خارجية
- جينيفر هويل على موقع IMDb (الإنجليزية)
- جينيفر هويل على موقع قاعدة بيانات الفيلم (الإنجليزية)
- جينيفر هويل على موقع كينوبويسك (الروسية)